# 마르타곤나리
마르타곤나리(학명: Lilium martagon)는 백합속에 속하는 식물이다. 서쪽으로는 포르투갈에서 동쪽으로는 몽골에 이르기까지 유라시아 전역에서 자란다.

## 생김새
뿌리는 다른 백합속의 식물과 같이 알뿌리를 이루고 있고 키는 1 ~ 2 m까지 자란다. 꽃은 대개 핑크 빛에서 보라 빛을 띄지만 흰 빛을 띄거나 검은 것도 있다. 꽃잎에 검은 점 무늬가 있고 꽃 향기가 강하다. 한 줄기에 여러 송이의 꽃이 달린다. 잎은 16 cm 가량의 피침형으로 돌려난다.

## 원예
영국의 왕립원예학회는 마르타곤나리를 백합속에 속하는 진성 생물종인 제9형으로 분류하고 있고 정원을 가꾸기 좋은 식물을 선정하는 가든메리트어워드에 올린 바 있다.
19세기 말 잉글랜드에서 마르타곤나리와 섬말나리의 교배종을 원예 품종으로 개발하였다.

## 이름
영국에서는 꽃의 모양이 터기 모자와 닮았다고 "터키모자나리"(Turk's cap lily)라고 부른다. 학명인 마르타곤은 칼 폰 린네가 붙였는데 왜 그렇게 하였는 지는 분명하지 않다. 다만 마르타곤이란 말이 튀르키예어 마르타간(mārtağān)에서 왔을 것이란 추측이 있다. 마르타간은 오스만 제국 시절 썼던 터번의 한 종류로 알려져 있지만 오늘날 튀르키예어에는 해당 낱말이 없다.

## 독성
다른 백합속 꽃과 마찬가지로 마르타곤나리 역시 고양이가 섭취할 경우 신부전증을 일으킬 수 있다. 따라서 고양이와 함께 살 경우 관리에 주의가 필요하다. 잘못하여 고양이가 먹었을 경우 활성탄을 먹여 중화시키면서 재빨리 구토를 시켜 뱉어내게 해야 한다. 병원의 응급 조치로 정맥 주사를 통해 많은 수분을 공급하면 신부전증을 완화시킬 수 있다.